# Luciano Galletti
Luciano Martín Galletti, (Mar del Plata, 9 de Abril de 1980) é um ex-futebolista argentino.
Em 2010 encerrou sua carreira, devido a problemas físicos.

## Titulos
Argentina:
- Sulamericano Sub-20: 1999*
- Copa das Confederações: Vice 2005

Real Zaragoza:
- Copa del Rey: 2004
- Supercopa da Espanha: 2004

Olympiacos:
- Supercopa da Grécia: 2007
- Campeonato Grego: 2008, 2009**
- Copa da Grécia: 2008, 2009